# Česlav Vaňura

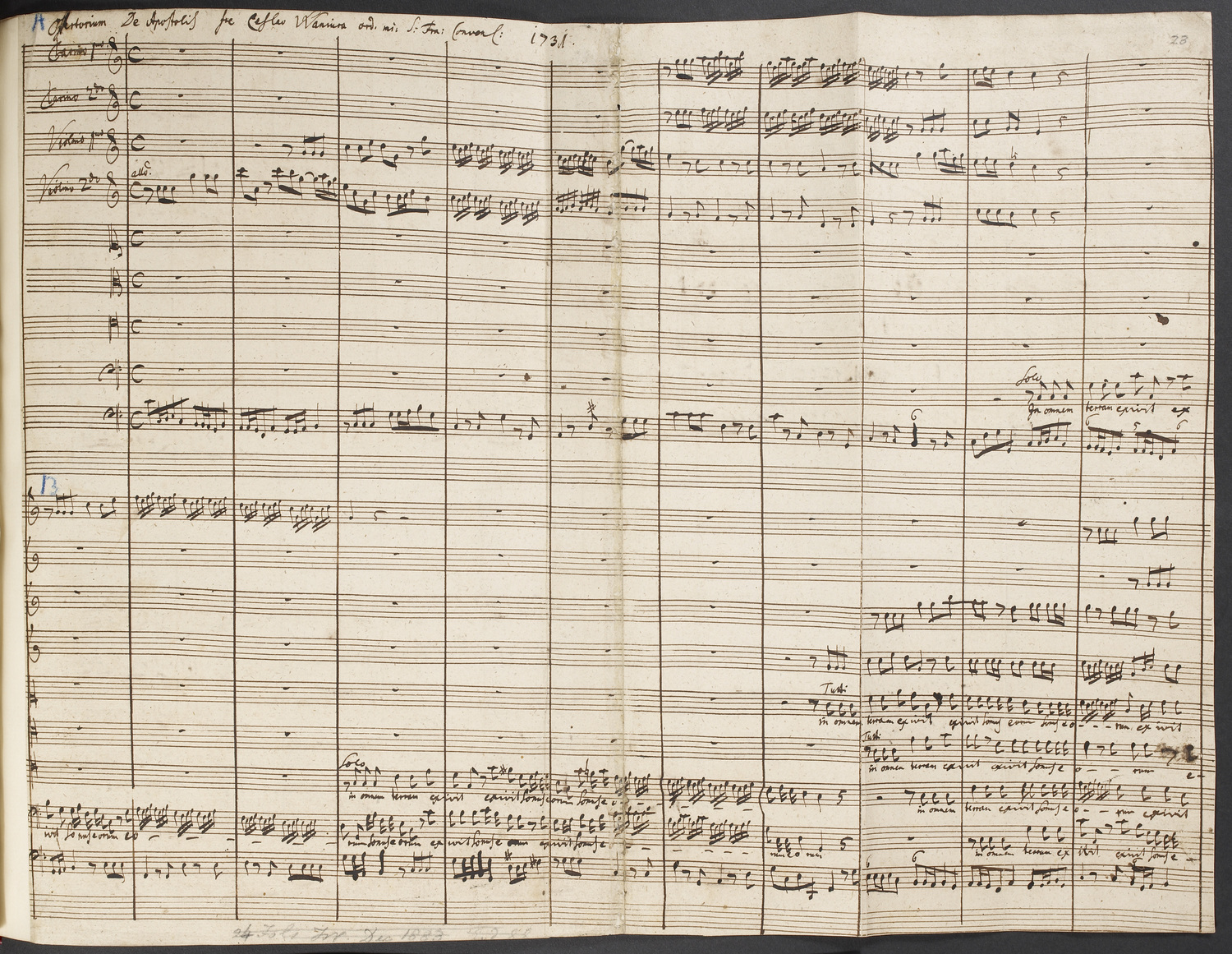
In omnem terram

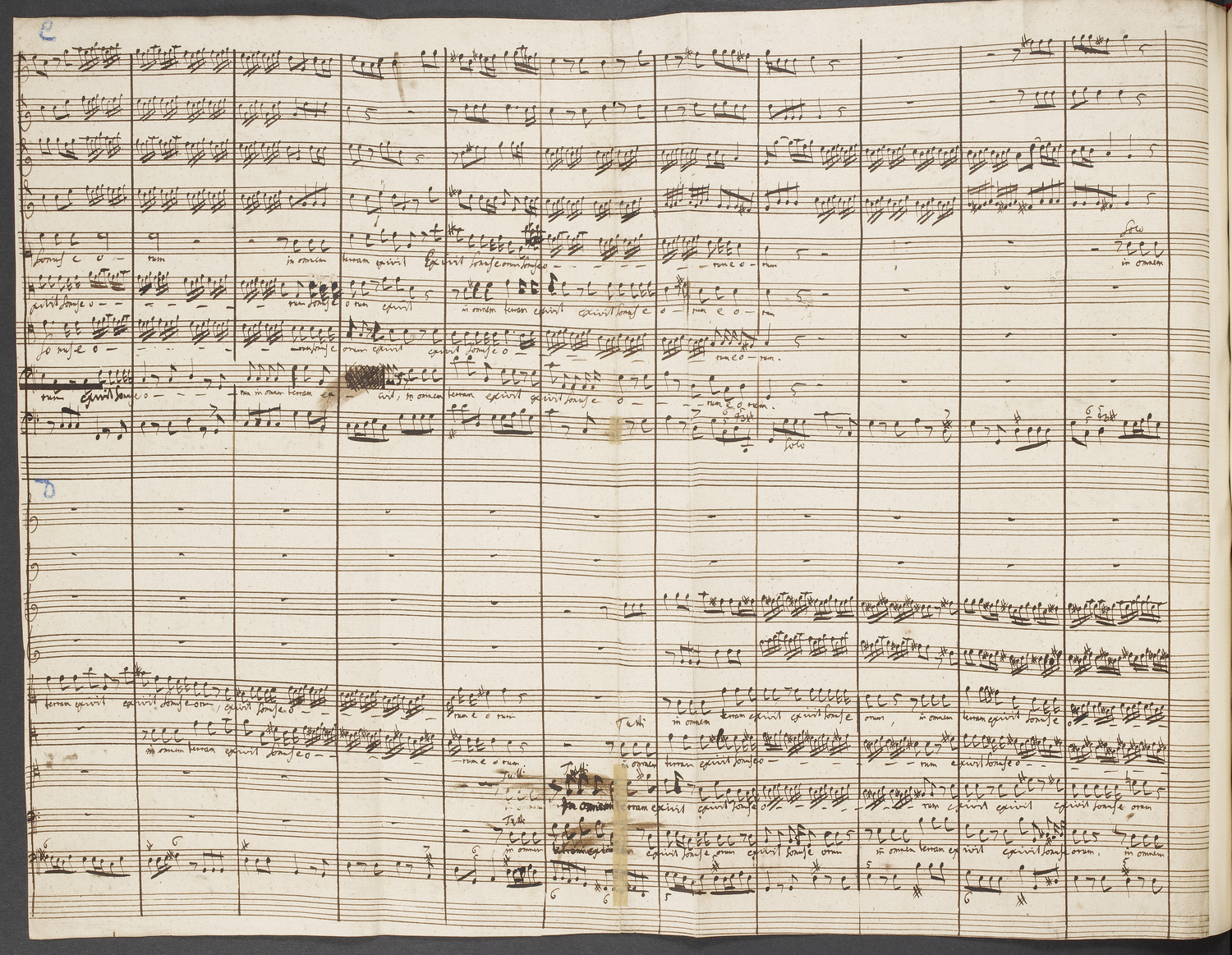
In omnem terram

Česlav Vaňura (ook: Ceslav Vanhura) (Miletín, Bohemen, 28 december 1694   – Praag, 7 januari 1736) was een Tsjechisch componist.

## Leven
Vaňura was in de Franciscanenorde ingetreden en behoorde tot de kloostergemeenschap van het Jakobsklooster te Praag. Zijn opus I werd in 1731 in Praag gepubliceerd en omvatte zeven Litanieën van Maria. Zijn opus II volgde in het jaar van zijn overlijden en was getiteld Cultus latriae seu duodecim offertoria solennia.  

## Composities

### Gewijde muziek
- Intonuit de coelo Dominus, Offertorium - Arie a fuga voor bas, gemengd koor en orkest op een Bijbelse tekst
- Laetentur coeli, voor gemengd koor, fagot ad.lib., 4 trompetten, pauken, strijkers en orgel
- Portae coeli
- Tui sunt coeli
- 1736 Cultus latriae seu duodecim offertoria solennia
  1. Feierliche Dreikönigsintrade

- Biblioteca Nacional de España: XX5262388
- Bibliothèque nationale de France: cb139007482 (data)
- Gemeinsame Normdatei: 134645642
- International Standard Name Identifier: 0000 0000 7998 2203
- Library of Congress Control Number: n92039786
- MusicBrainz: a4fd6f45-1f34-4846-9cc1-b45ff7ba0390
- Nationale Bibliotheek van Tsjechië: jn19990209965
- Nederlandse Thesaurus van Auteursnamen: 108061027
- Système universitaire de documentation: 087888491
- Virtual International Authority File: 59271113
- WorldCat: E39PBJmHHb4pytXq3kjpGG8DMP